# Öjenäs
Öjenäs, (även kallat "Ynnes"), är en by cirka 3 km söder om Lysvik i Sunne kommun, Värmland.
Öjenäs ligger som en utbredd by vid sjön Övre Fryken.